# Hostomice (kraj ustecki)
Hostomice – miasteczko i gmina w Czechach, w powiecie Cieplice, w kraju usteckim.
Według danych z dnia 1 stycznia 2013 liczyła 1 272 mieszkańców.